# Léninskoie (Leningrad)
|  | Per a altres significats, vegeu «Léninskoie». |

Léninskoie (en rus: Ленинское) és un poble (possiólok) de l'óblast de Leningrad, a Rússia, que el 2017 tenia 1.435 habitants, pertany al districte de Víborgski. Fins al 1948 la vila es deia Khàppala.